# Hans Heinrich von Twardowski
Hans Heinrich Reinhold August von Twardowski (* 5. Mai 1898 in Stettin; † 19. November 1958 in New York City) war ein deutscher Schauspieler.

## Leben
Er war der Sohn des späteren preußischen Generalleutnants Heinrich von Twardowski (1842–1913) und von Auguste, geborene von Holleben (1850–1931). Sein älterer Bruder war der Diplomat Fritz von Twardowski.

1918 erschien die erste Ausgabe seines Buches Der rasende Pegasus, einer Sammlung von kleinen, parodistischen Essays. Im folgenden Jahr erschien die stark erweiterte zweite Ausgabe bei einem anderen Berliner Verleger. Viele der Essays erschienen vorab in der Weltbühne.  Dort schrieb Kurt Tucholsky  bereits über die parodistische Premiere Twardowskis, einer Lesung in der Berliner Sezession: 

„Der junge Herr von Twardowski, wie er sich selber nennt, las in der Berliner Sezession seine Parodien und Satiren. Es war ein Hauptspaß. Seit Mauthner und Gumppenberg endlich wieder ein Parodist, und einer, der sich eine ganz neue Nuance ausgedacht hat: den Verspotteten in dessen Manier literarische Epigramme auf sich selbst sagen zu lassen.“

Hans Heinrich von Twardowski lieferte 1919 sein schauspielerisches Debüt am Berliner Lessingtheater. Er trat in den zwanziger Jahren an verschiedenen Berliner Bühnen wie dem Deutschen Theater und dem Staatstheater auf, insbesondere in Stücken von Carl Sternheim und Arnolt Bronnen.
Als Student Alan, der später ermordet wird, gab er seinen Einstand in dem Stummfilmklassiker Das Cabinet des Dr. Caligari von 1920. In der Folgezeit spielte Twardowski vorwiegend komplizierte, tragische Charaktere wie den verliebten Mörder Florian in Genuine, den einer Gaunerin hörigen jungen Adligen in Marizza, genannt die Schmugglermadonna oder den wahnsinnigen Prinz Otto in Ludwig der Zweite, König von Bayern. Am 13. November 1922 hatte der Film Phantom, nur kurze Zeit nach dem Erscheinen des gleichnamigen Buchs von Gerhart Hauptmann, Premiere. Drehbuchautoren waren Thea von Harbou und Hans Heinrich von Twardowski. Der Regisseur Friedrich Wilhelm Murnau widmete diesen Film dem sechzigsten Geburtstag Hauptmanns.
Am Beginn des Tonfilmzeitalters siedelte er um 1930 in die Vereinigten Staaten über. Nachdem er in zwei deutschsprachigen Versionen von Hollywood-Produktionen mitgewirkt hatte, verkörperte er in den dreißiger Jahren vornehme Europäer in mehreren englischsprachigen Filmen. Daneben arbeitete er als Regisseur und Darsteller am Pasadena Playhouse, am St. Felix Street Playhouse (Brooklyn) und ab 1941 am Broadway. Auf der Leinwand durfte der entschiedene Nazi-Gegner Twardowski zuletzt nur noch in Anti-Nazi-Filmen als deutscher Uniformträger auftreten, so als Offizier in einem winzigen Auftritt im Klassiker Casablanca oder gar als Reinhard Heydrich in Auch Henker sterben, der von Fritz Lang gedrehten Verfilmung des Heydrich-Attentats. 1944 zog er sich aus dem Filmgeschäft zurück und wirkte in den letzten Lebensjahren vor allem am Theater.
Twardowski war von den frühen 1930er-Jahren bis zu seinem Tod in einer Beziehung mit seinem Schauspielkollegen Martin Kosleck, worauf unter anderem die ausführliche Korrespondenz zwischen Twardowski und seiner engen Freundin Marlene Dietrich verweist. 1958 verstarb Hans Heinrich von Twardowski im Alter von 60 Jahren an einem Herzinfarkt.

## Filmografie
- 1919: Unheimliche Geschichten
- 1920: Das Cabinet des Dr. Caligari
- 1920: Gerechtigkeit
- 1920: Genuine
- 1920: Die Nacht der Königin Isabeau
- 1920: Das Haus zum Mond
- 1920: Von morgens bis mitternachts
- 1921: Marizza, genannt die Schmugglermadonna
- 1921: Am Webstuhl der Zeit
- 1921: Die Ratten
- 1921: Lady Hamilton
- 1922: Es leuchtet meine Liebe
- 1922: Elixiere des Teufels
- 1922: Phantom (Buch-Mitarbeit)
- 1922: Tabea, stehe auf!
- 1922: Der falsche Dimitry
- 1922: Lola Montez, die Tänzerin des Königs
- 1923: Tingeltangel
- 1923: I.N.R.I.
- 1923: Der Sprung ins Leben
- 1924: Gefährliche Freundschaft
- 1924: Die Bacchantin
- 1925: Die Feuertänzerin
- 1926: Herbstmanöver
- 1926: Die lachende Grille
- 1927: Die Weber
- 1927: Die heilige Lüge
- 1927: Arme kleine Sif
- 1927: Die Hölle der Jungfrauen
- 1927: Rätsel einer Nacht
- 1927: Der falsche Prinz
- 1928: Geschlecht in Fesseln
- 1929: Peter, der Matrose
- 1929: Ludwig der Zweite, König von Bayern
- 1930: Der König von Paris
- 1930: Die singende Stadt
- 1931: Die heilige Flamme
- 1931: Menschen hinter Gittern
- 1931: Der Herzog von Reichstadt
- 1933: Private Jones
- 1933: Adorable
- 1933: Die Legion des Todes (The Devil’s in Love)
- 1934: Die scharlachrote Kaiserin (The Scarlett Empress)
- 1935: Kreuzritter – Richard Löwenherz (The Crusades)
- 1935: Storm Over the Andes
- 1937: Thin Ice
- 1939: Ich war ein Spion der Nazis (Confessions of a Nazi Spy)
- 1939: Geheimagenten (Espionage Agent)
- 1939: Hitler – Beast of Berlin
- 1942: Margin for Error
- 1942: Joan of Ozark
- 1942: Casablanca
- 1943: Auch Henker sterben (Hangmen Also Die!)
- 1943: Hitler’s Madman
- 1943: The Strange Death of Adolf Hitler
- 1944: Resisting Enemy Interrogation
- 1944: The Hitler Gang